# Konstgjorda Svensson
Konstgjorda Svensson är en svensk komedifilm från 1929 i regi av Gustaf Edgren. I huvudrollerna ses Fridolf Rhudin, Brita Appelgren och Weyler Hildebrand.

## Om filmen
Filmen premiärvisades 14 oktober 1929. Filmen spelades in i Filmstaden Råsunda med exteriörer från Svea och Göta Livgardes kasernkomplex i Stockholm och Saltsjöbaden av Hugo Edlund. 
Filmen kan betraktas som den första svenska ljudfilmen, även om den i allmänhet framfördes som stumfilm och alltid med kompletterande "levande" musikbeledsagning. I ljudversionen inledde Fridolf Rhudin med en prolog, där han talade direkt ut till publiken ("He-he-he-he - det är i alla fall film"), övriga ljudinslag omfattade en rad sångnummer.

## Rollista i urval
- Fridolf Rhudin – Fridolf (Ambrosius) "Konstgjorda" Svensson, råttfällekonstruktör och uppfinnare/Harry i prologen
- Brita Appelgren – Mary Lantz, marketenterska
- Weyler Hildebrand – furir Julius Göransson
- Karin Gillberg – Mary Björklund
- Georg Blomstedt – överste Sixten Björklund, Marys far, chef för Grenadjärerna vid Svea Musketörregemente
- Sven Garbo – Harald Smith, svensk-amerikan, journalist och civilflygare, Marys fästman
- Richard Lund – löjtnanten på marketenteriet
- Ernst Brunman – regementsläkaren
- Ludde Juberg – sjukvårdare
- Einar Fagstad – en värnpliktig som lider av sömnlöshet
- Tor Borong – överste Claes Gylleboge, chef för Göta Grenadjärregemente
- Ruth Weijden – Smiths hembiträde
- Maja Jerlström – hembiträdet som skräms upp på diskbänken av råttan Mary
- Louise Eneman-Wahlberg – frun som blir skrämd av råttan Mary
- Robert Jonsson – inskrivningsofficer

## Filmmusik i urval
- Älvsborgsvisan (Ny Elfsborgsvisa/Den blomsterprydda gondolen gled), text August Wilhelm Thorsson, sång Weyler Hildebrand och Fridolf Rhudin
- Den första gång jag såg dig, kompositör och text Birger Sjöberg, sång Einar Wærmö som dubbar Fridolf Rhudin
- Varför ser jag tårar i dina ögon, kompositör Georg Enders, sång Torbern Cassel som dubbar Fridolf Rhudin
- Say, Brothers, Will You Meet Us? (Bröder, viljen I gå med oss)